# 蒂措湖
53°10′4.5″N 12°52′34.57″E / 53.167917°N 12.8762694°E

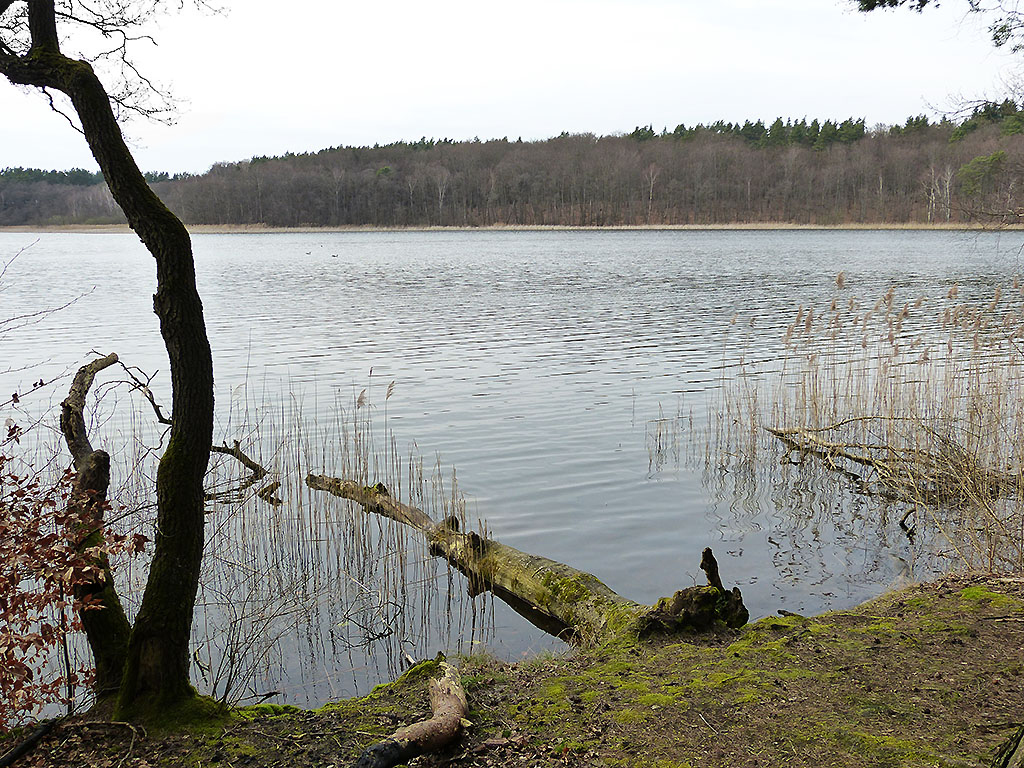

蒂措湖（德語：Tietzowsee），是德國的湖泊，位於該國西南部，由勃蘭登堡州負責管轄，處於萊茵斯貝格，距離首都柏林80公里，面積0.44平方公里，海拔高度55米，最大水深8米。